# 内夫谢希尔省
内夫谢希尔省（土耳其语：Nevşehir il）是位于土耳其中部的一个省，面积5,438平方公里，首府内夫谢希尔。 